# Stewart Boswell
Stewart Boswell (* 29. Juli 1978 in Canberra) ist ein ehemaliger australischer Squashspieler. Er wurde 2006 zusammen mit Anthony Ricketts Weltmeister im Herrendoppel sowie 2001 und 2003 mit der australischen Nationalmannschaft Weltmeister im Team.

## Karriere
Boswells Profikarriere begann 1997, ein Jahr nach seinem Einzug ins Finale der Jugend-Weltmeisterschaft 1996. Gegen den Ägypter Ahmed Faizy unterlag er mit 1:3. Seine erfolgreichsten Jahre erlebte er in den Jahren 2001 bis 2003. 2001 konnte er mit der australischen Nationalmannschaft auf heimischen Boden in Melbourne Weltmeister werden. Bis 2003 konnte er in der Folge in der Weltrangliste auf Platz vier vorrücken. Im Jahr 2004 musste er für nahezu ein komplettes Jahr wegen einer schwereren Rückenverletzung pausieren, ehe er Anfang 2005 wieder in die Tour einstieg. Bei seinem Comeback gewann er insgesamt acht Titel auf kleineren Turnieren, sodass er sich bereits Ende 2005 wieder in den Top 20 platzieren konnte. Diese verließ er bis zu seinem Rücktritt nicht mehr.
Zusammen mit Anthony Ricketts wurde Boswell im Jahr 2006 Weltmeister im Doppel. Das Duo gewann in Melbourne gegen Joseph Kneipp und Dan Jenson, ebenfalls Australier. Bei den Commonwealth Games gewann er insgesamt vier Medaillen: 2002 schied er im Halbfinale im Einzel aus und gewann damit Bronze. Ebenfalls 2002 sowie 2006 und 2010 unterlag er jeweils im Finale des Herrendoppels und erhielt somit die Silbermedaille. 2002 und 2006 spielte er zusammen mit Anthony Ricketts, 2010 an der Seite von David Palmer. Mit der australischen Nationalmannschaft nahm er noch 2005, 2007, 2009 und 2011 an Weltmeisterschaften teil. Trainiert wurde er vom ehemaligen australischen Weltmeister Rodney Martin am Australian Institute of Sport.
Am 27. November 2011 gab Boswell auf Weltranglistenposition 16 stehend seinen Rücktritt bekannt, nachdem er im Viertelfinale des Kuwait Cups gegen Grégory Gaultier ausgeschieden war. Ab 2014 war er Cheftrainer an der Aspire Academy in Doha. Zum 1. Januar 2020 wurde er australischer Nationaltrainer.
Stewart Boswell ist verheiratet mit der ehemaligen Squashspielerin Vicky Botwright. Das Paar hat einen Sohn und eine Tochter.

## Erfolge
- Weltmeister im Doppel: 2006 (mit Anthony Ricketts)
- Weltmeister mit der Mannschaft: 2001
- Gewonnene PSA-Titel: 20
- Commonwealth Games: 3 × Silber (Doppel 2002, 2006 und 2010), 1 × Bronze (Einzel 2002)